# London Borough of Tower Hamlets
London Borough of Tower Hamlets är en kommun (London borough) i centrala London, strax öster om City of London. I kommunen finns bland annat Tower of London och Tower Bridge. Tower Hamlets har cirka 325 000 invånare (2022).

## Distrikt
Distrikt som helt eller delvis ligger i Tower Hamlets.
- Bethnal Green
- Blackwall
- Bow
- Bromley (även Bromley-by-Bow)
- Canary Wharf
- Cambridge Heath
- Cubitt
- Isle of Dogs
- Leamouth
- Limehouse
- Mile End
- Millwall
- Old Ford
- Poplar
- Ratcliff
- Stepney
- Shadwell
- Spitalfields
- Tower Hill
- Wapping
- Whitechapel

## Demografi
Religion
De största religionerna inom kommunen var vid folkräkningen 2011 islam (87 696 invånare, 34,5 %) och kristendom (68 808 invånare, 27,1 %). 48 648 invånare (19,1 %) ansåg sig inte tillhöra någon religion, och 39 089 invånare (15,4 %) ville inte ange religionstillhörighet. Övriga religioner omfattar mindre grupper inom bland annat buddhism, hinduism, judendom och sikhism.